# Kernersville (Karolina Północna)
Kernersville – miasto w Stanach Zjednoczonych, w stanie Karolina Północna, w hrabstwie Forsyth.